# Лорјан
Лорјан (фр. Lorient) град је и рибарска лука на атлантској обали Француске. У граду је смештена војна база и арсенал. Развијенаје машинска, текстилна, прехрамбена и електроиндустрија. Град је великим делом порушен у бомбардовањима 1942-43. По подацима из 2006. године број становника у месту је био 58.547.

## Географија
Лорјан се налази на надморској висини од 0 до 46 m. Налази се на обали Атлантског океана.

### Клима
| Клима (Лорјан)             | Клима (Лорјан) | Клима (Лорјан) | Клима (Лорјан) | Клима (Лорјан) | Клима (Лорјан) | Клима (Лорјан) | Клима (Лорјан) | Клима (Лорјан) | Клима (Лорјан) | Клима (Лорјан) | Клима (Лорјан) | Клима (Лорјан) | Клима (Лорјан) |
| Показатељ \ Месец          | .Јан.          | .Феб.          | .Мар.          | .Апр.          | .Мај.          | .Јун.          | .Јул.          | .Авг.          | .Сеп.          | .Окт.          | .Нов.          | .Дец.          | .Год.          |
| -------------------------- | -------------- | -------------- | -------------- | -------------- | -------------- | -------------- | -------------- | -------------- | -------------- | -------------- | -------------- | -------------- | -------------- |
| Средњи максимум, °C (°F)   | 8,9 (48)       | 9,4 (48,9)     | 11,4 (52,5)    | 13,7 (56,7)    | 16,6 (61,9)    | 19,7 (67,5)    | 22 (72)        | 21,7 (71,1)    | 19,9 (67,8)    | 16,4 (61,5)    | 12 (54)        | 9,7 (49,5)     | 15,1 (59,2)    |
| Просек, °C (°F)            | 6,0 (42,8)     | 6,3 (43,3)     | 7,8 (46)       | 9,7 (49,5)     | 12,5 (54,5)    | 15,4 (59,7)    | 17,4 (63,3)    | 17,2 (63)      | 15,6 (60,1)    | 12,6 (54,7)    | 8,8 (47,8)     | 6,9 (44,4)     | 11,4 (52,5)    |
| Средњи минимум, °C (°F)    | 3,8 (38,8)     | 3,4 (38,1)     | 4,9 (40,8)     | 6,1 (43)       | 9,4 (48,9)     | 11,7 (53,1)    | 13,6 (56,5)    | 13,4 (56,1)    | 11,6 (52,9)    | 9,5 (49,1)     | 6,2 (43,2)     | 4,1 (39,4)     | 7,9 (46,2)     |
| Количина падавина, mm (in) | 106,5 (41,93)  | 87,7 (34,53)   | 78,9 (31,06)   | 56,5 (22,24)   | 69,4 (27,32)   | 52,1 (20,51)   | 44,2 (17,4)    | 44,4 (17,48)   | 69,4 (27,32)   | 84,7 (33,35)   | 91,9 (36,18)   | 109,8 (43,23)  | 895,0 (352,36) |
| [ тражи се извор ]         |                |                |                |                |                |                |                |                |                |                |                |                |                |

## Демографија
| 1962.  | 1968.  | 1975.  | 1982.  | 1990.  | 1999.  | 2006.  | 2011.  |
| ------ | ------ | ------ | ------ | ------ | ------ | ------ | ------ |
| 60.566 | 66.444 | 69.769 | 62.554 | 59.271 | 63.238 | 58.547 | 57.408 |

## Партнерски градови
- Вентспилс
- Лудвигсхафен на Рајни
- Чешке Будјејовице
- Голвеј